# Frouzins
Frouzins [fruzɛ̃s] (en occitan Frosins) est une commune française située dans le nord du département de la Haute-Garonne, en région Occitanie. Sur le plan historique et culturel, la commune est dans le Pays toulousain, qui s’étend autour de Toulouse le long de la vallée de la Garonne, bordé à l’ouest par les coteaux du Savès, à l’est par ceux du Lauragais et au sud par ceux de la vallée de l’ Ariège et du Volvestre.
Exposée à un climat océanique altéré, elle est drainée par le canal de Saint-Martory, l'Ousseau, le Roussimort, le ruisseau de la Saudrune, Nom inconnu et par divers autres petits cours d'eau. La commune possède un patrimoine naturel remarquable : un site Natura 2000 (la « vallée de la Garonne de Muret à Moissac ».
Frouzins est une commune urbaine qui compte 9 808 habitants en 2022, après avoir connu une forte hausse de la population depuis 1975. Elle appartient à l'unité urbaine de Toulouse et fait partie de l'aire d'attraction de Toulouse. Ses habitants sont appelés les Frouzinois ou  Frouzinoises.
Le patrimoine architectural de la commune comprend deux  immeubles protégés au titre des monuments historiques : l'église Saint-Germier, inscrite en 1926, et le château des Demoiselles, inscrit en 1979.

## Géographie

### Localisation
La commune de Frouzins se trouve dans le département de la Haute-Garonne, en région Occitanie.
Elle se situe à 14 km à vol d'oiseau de Toulouse, préfecture du département, et à 6 km de Muret, sous-préfecture.
Les communes les plus proches sont : 
Villeneuve-Tolosane (1,6 km), Seysses (2,2 km), Cugnaux (2,9 km), Roquettes (3,9 km), Roques (4,2 km), Saubens (4,5 km), Pinsaguel (5,3 km), Plaisance-du-Touch (6,0 km).
Sur le plan historique et culturel, Frouzins fait partie du pays toulousain, une ceinture de plaines fertiles entrecoupées de bosquets d'arbres, aux molles collines semées de fermes en briques roses, inéluctablement grignotée par l'urbanisme des banlieues.
Frouzins est limitrophe de cinq autres communes.
Les communes limitrophes sont Villeneuve-Tolosane, Fonsorbes, Plaisance-du-Touch, Roques et Seysses.
| Plaisance-du-Touch | Villeneuve-Tolosane |        |
| Fonsorbes          | Frouzins            | Roques |
|                    | Seysses             |        |

### Géologie et relief
La commune de Frouzins est établie sur la deuxième terrasse de la Garonne, dans la plaine toulousaine de la Garonne.
La superficie de la commune est de 791 hectares ; son altitude varie de 157  à   176 mètres.

### Hydrographie

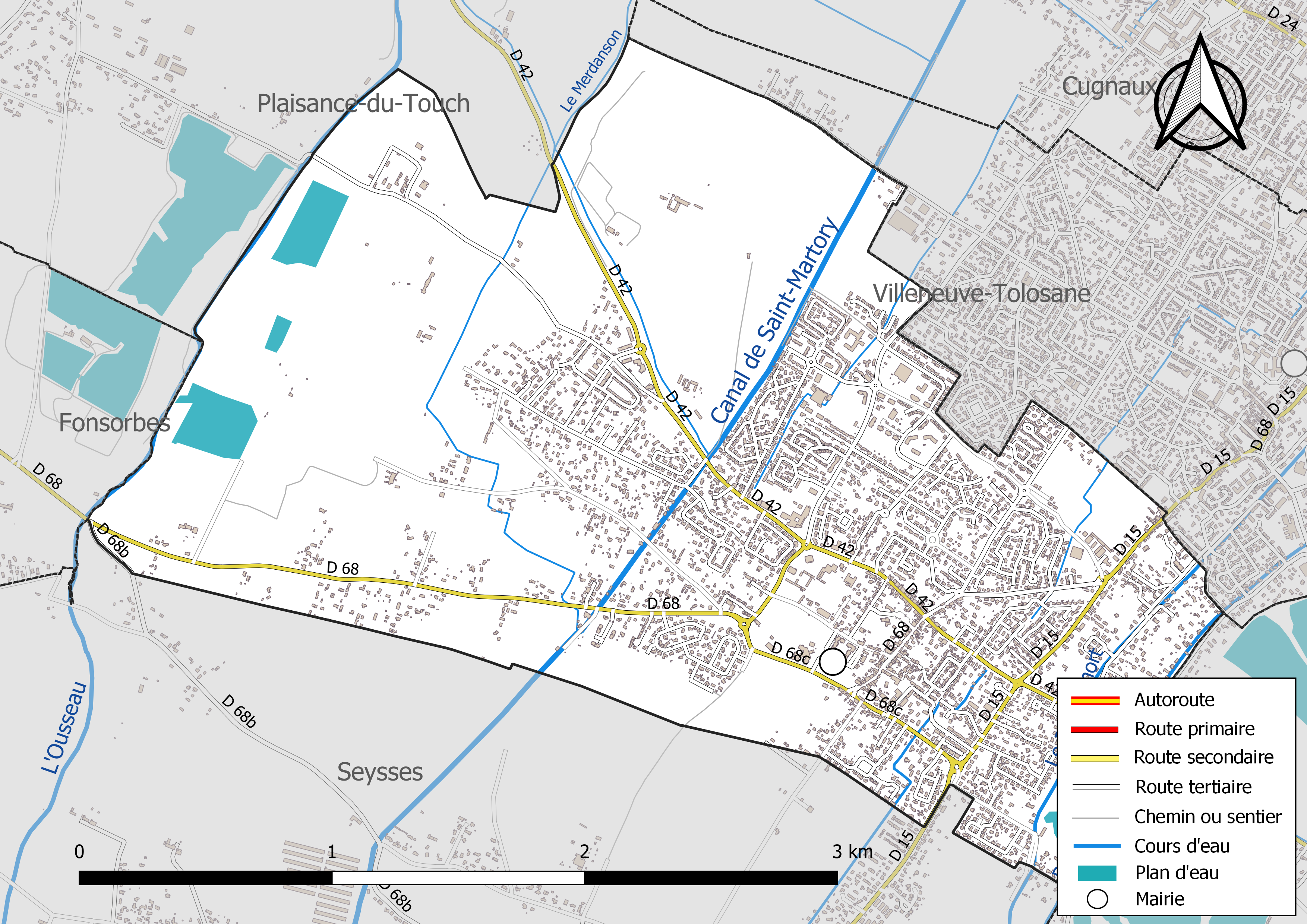
Réseaux hydrographique et routier de Frouzins.

La commune est dans le bassin de la Garonne, au sein du bassin hydrographique Adour-Garonne. Elle est drainée par le canal de Saint-Martory, l'Ousseau, le Roussimort, le ruisseau de la Saudrune et par divers petits cours d'eau, constituant un réseau hydrographique de 12 km de longueur totale,.
Le canal de Saint-Martory, d'une longueur totale de 71,2 km, prend sa source dans la commune de Saint-Martory et s'écoule du sud-ouest vers le nord-est. Il traverse la commune et se jette dans la Garonne à Toulouse, après avoir traversé 19 communes.
L'Ousseau, d'une longueur totale de 26,2 km, prend sa source dans la commune de Lherm et s'écoule du sud-ouest vers le nord-est. Il traverse la commune et se jette dans le Touch à Tournefeuille, après avoir traversé 10 communes.
Le Roussimort, d'une longueur totale de 15,8 km, prend sa source dans la commune de Muret et s'écoule du sud-ouest vers le nord-est. Il traverse la commune et se jette dans le ruisseau de la Saudrune à Portet-sur-Garonne, après avoir traversé 6 communes.
Le ruisseau de la Saudrune, d'une longueur totale de 18,5 km, prend sa source dans la commune de Muret et s'écoule vers le nord-est. Il traverse la commune et se jette dans la Garonne à Toulouse, après avoir traversé 7 communes.

### Climat
Pour des articles plus généraux, voir Climat de l'Occitanie et Climat de la Haute-Garonne.
En 2010, le climat de la commune est de type climat du Bassin du Sud-Ouest, selon une étude s'appuyant sur une série de données couvrant la période 1971-2000. En 2020, Météo-France publie une typologie des climats de la France métropolitaine dans laquelle la commune est exposée à un climat océanique altéré et est dans la région climatique Aquitaine, Gascogne, caractérisée par une pluviométrie abondante au printemps, modérée en automne, un faible ensoleillement au printemps, un été chaud (19,5 °C), des vents faibles, des brouillards fréquents en automne et en hiver et des orages fréquents en été (15 à 20 jours).
Pour la période 1971-2000, la température annuelle moyenne est de 13,4 °C, avec une amplitude thermique annuelle de 16 °C. Le cumul annuel moyen de précipitations est de 645 mm, avec 8,9 jours de précipitations en janvier et 5,1 jours en juillet. Pour la période 1991-2020, la température moyenne annuelle observée sur la station météorologique la plus proche, située sur la commune de Cugnaux à 3 km à vol d'oiseau, est de 14,3 °C et le cumul annuel moyen de précipitations est de 635,7 mm,. Pour l'avenir, les paramètres climatiques de la commune estimés pour 2050 selon différents scénarios d'émission de gaz à effet de serre sont consultables sur un site dédié publié par Météo-France en novembre 2022.

### Milieux naturels et biodiversité

#### Réseau Natura 2000

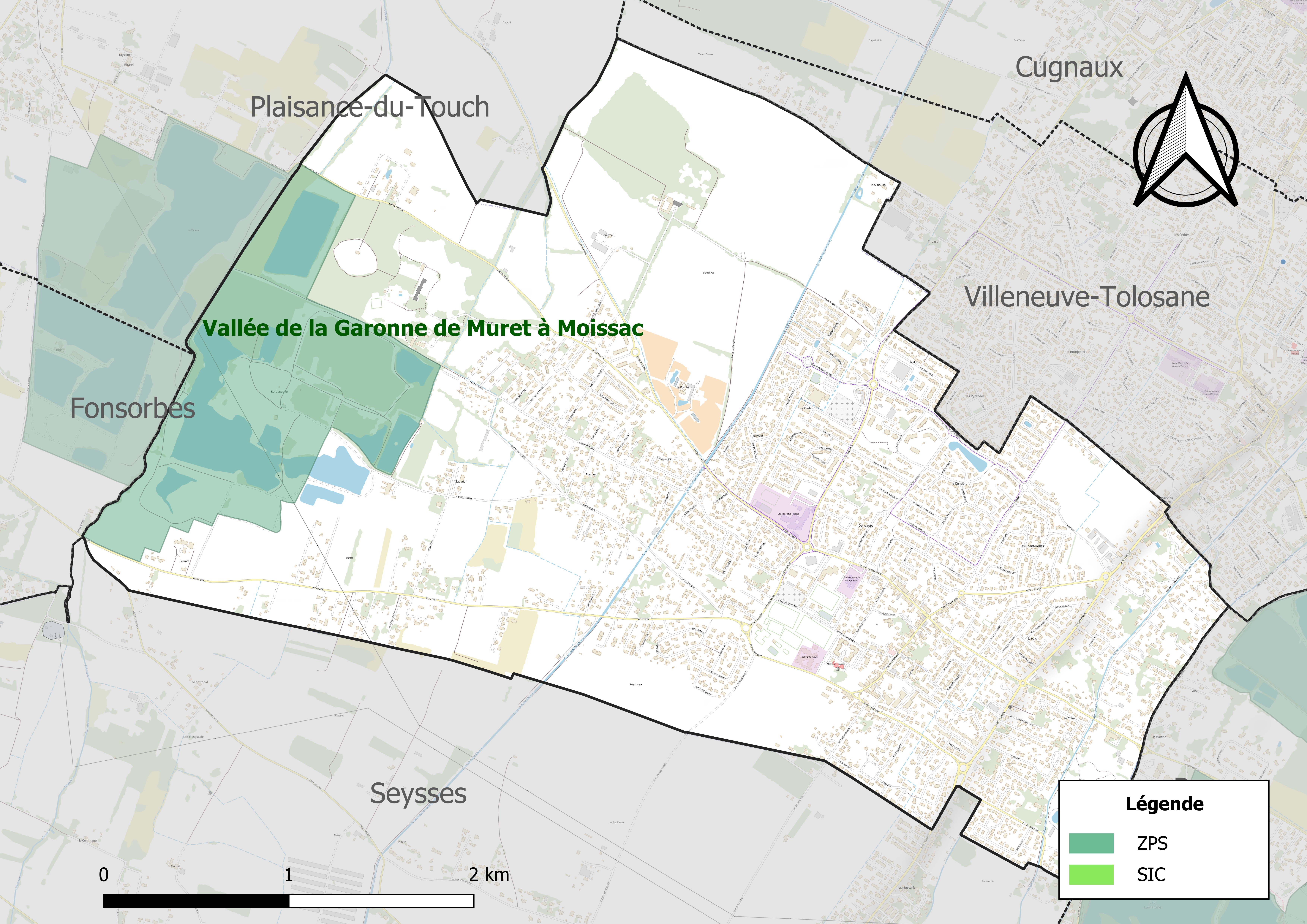
Sites Natura 2000 sur le territoire communal.

Le réseau Natura 2000 est un réseau écologique européen de sites naturels d'intérêt écologique élaboré à partir des directives habitats et oiseaux, constitué de zones spéciales de conservation (ZSC) et de zones de protection spéciale (ZPS).
Un site Natura 2000 a été défini sur la commune au titre  de la directive oiseaux : 0, d'une superficie de 4 493 ha, hébergeant une avifaune bien représentée en diversité, mais en effectifs limités (en particulier, baisse des populations de plusieurs espèces de hérons). Sept espèces de hérons y nichent, dont le héron pourpré, ainsi que le Milan noir (avec des effectifs importants), l'Aigle botté, le Petit gravelot, la Mouette mélanocéphale, la Sterne pierregarin et le Martin-pêcheur.

## Urbanisme

### Typologie
Au 1er janvier 2024, Frouzins est catégorisée grand centre urbain, selon la nouvelle grille communale de densité à sept niveaux définie par l'Insee en 2022.
Elle appartient à l'unité urbaine de Toulouse, une agglomération inter-départementale regroupant 81  communes, dont elle est une commune de la banlieue,,. Par ailleurs la commune fait partie de l'aire d'attraction de Toulouse, dont elle est une commune du pôle principal,. Cette aire, qui regroupe 527 communes, est catégorisée dans les aires de 700 000 habitants ou plus (hors Paris),.

### Occupation des sols

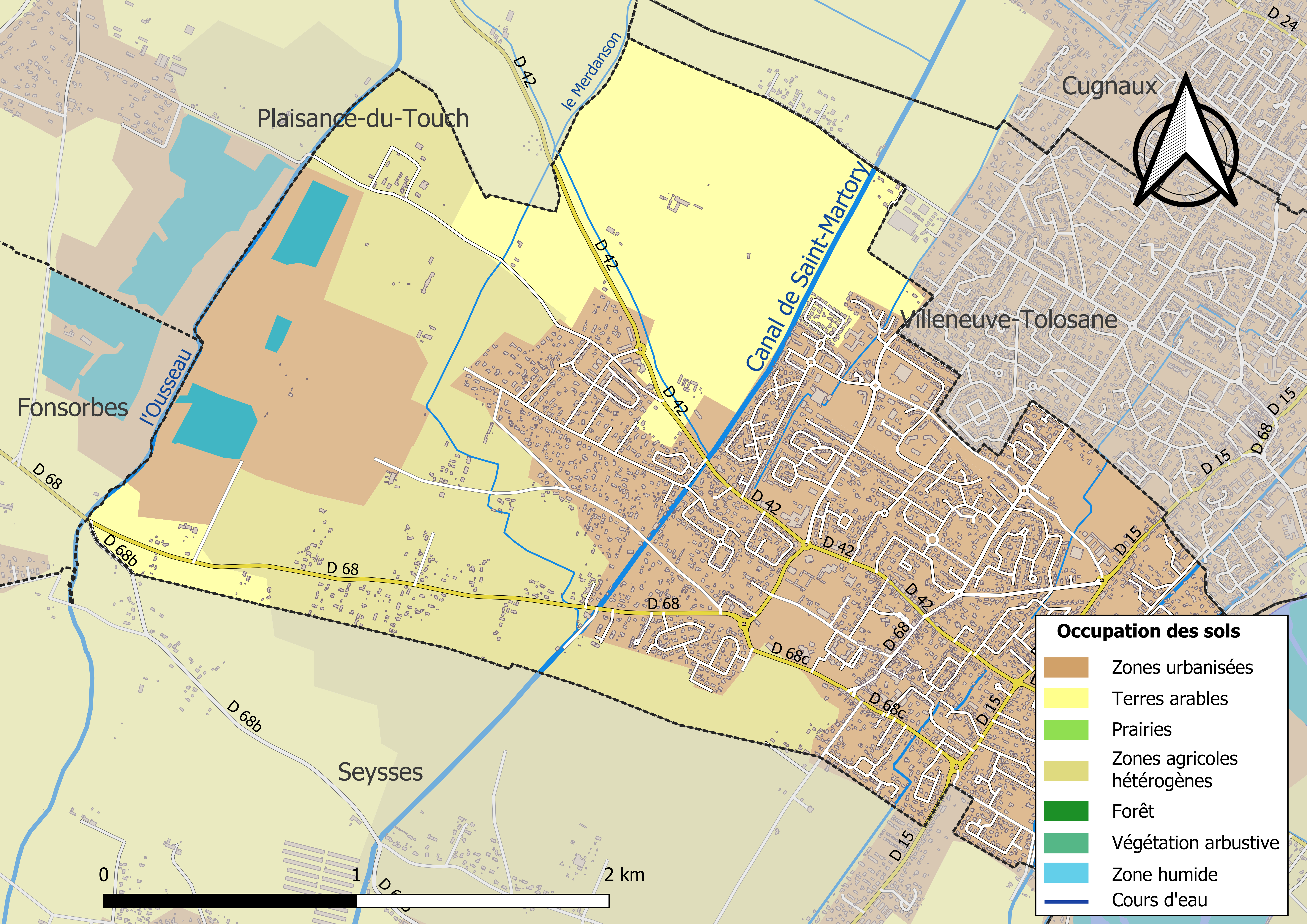
Carte des infrastructures et de l'occupation des sols de la commune en 2018 (CLC).

L'occupation des sols de la commune, telle qu'elle ressort de la base de données européenne d’occupation biophysique des sols Corine Land Cover (CLC), est marquée par l'importance des territoires artificialisés (45,2 % en 2018), en augmentation par rapport à 1990 (39,6 %). La répartition détaillée en 2018 est la suivante : 
zones urbanisées (41,4 %), zones agricoles hétérogènes (23,3 %), terres arables (21,3 %), eaux continentales (5,7 %), milieux à végétation arbustive et/ou herbacée (4,5 %), zones industrielles ou commerciales et réseaux de communication (3,8 %). L'évolution de l’occupation des sols de la commune et de ses infrastructures peut être observée sur les différentes représentations cartographiques du territoire : la carte de Cassini (XVIIIe siècle), la carte d'état-major (1820-1866) et les cartes ou photos aériennes de l'IGN pour la période actuelle (1950 à aujourd'hui).

### Morphologie urbaine
La commune comprend un habitat très dense dans sa partie est.

### Logement
L'urbanisation croissante s'explique par la périurbanisation due à la proximité de Toulouse, Frouzins faisant partie de son unité urbaine.

### Transport
La ligne de bus à haut niveau de service, Linéo L11 relie le complexe sportif à la station de métro Basso Cambo.
La ligne 58 qui passe du sud au nord de la commune côté est, jusqu'à la station de métro Basso Cambo ou également depuis Muret ou Seysses.
La ligne 87 relie le complexe sportif à la Cité Scolaire Rive-Gauche via le centre ville de Frouzins et via la station de métro Basso Cambo.
La ligne 321 relie la gare SNCF de Portet-sur-Garonne depuis le quartier de Tréville à l'ouest de la commune.

### Risques naturels et technologiques
Frouzins est située sur une zone à risque de mouvements de terrain différentiels consécutifs à la sécheresse et à la réhydratation des sols.
La commune est également concernée par un risque de séisme de 1/5 (faible).

## Toponymie
cf. Wikipèdia en occitan : Frosins
Frodino : attesté en 961 > Frosin + -s final 
- hypothèse 1 : -s final adventice, sans doute par analogie avec les toponymes en -ens;
- hypothèse 2 : Frodin + ens (suffixe locatif) > Frodi(n)ens ... avec la chute gasconne du N intervocalique
NB: F prononcé H en gascon, souvent absent en graphie languedocienne de Toulouse.

## Histoire

### Seigneurs de Frouzins
Les seigneurs de Frouzins successifs sont François Barravi, capitoul en 1324 et 1329, également seigneur de Villeneuve ; en 1472, Antoine Inardi ; en 1503, les héritiers de Raymond-Arnaud de Belveser ; en 1518, Géraud d'Amiel, capitoul en 1496 ; en 1522, Antoine Ynard.
Le cardinal Jean Bertrand était seigneur de Frouzins en 1540, alors châtellenie de Muret, en Comminges, dans le diocèse de Rieux. Jean de Maynial, avocat de Toulouse, la rachète 6 000 livres à ses héritiers, et bâtit un château seigneurial sur la route de Plaisance. En 1616, il cèdera une partie de Frouzins, le vieux château du village avec des terres et un pigeonnier, à Bernard de La Roche-Flavin (1552-1627), président aux requêtes du parlement de Toulouse.
En 1742, Pierre-François Dumay, chanoine de l'église Saint-Sernin de Toulouse, rend hommage au roi pour la partie de Frouzins, achetée précédemment à Joseph de Maynial-Latomy.
René-Bernard de Gaillard, seigneur de Frouzins, est capitoul en 1744. Sa famille rebâtit le château seigneurial, route de Plaisance. Connu aujourd'hui sous le nom de « château des Demoiselles ». Pendant la Terreur, Jean-Louis-René de Gaillard, conseiller au Parlement de Toulouse, est inquiété comme de nombreux parlementaires. En 1794, il est arrêté et emprisonné dans la prison de la Visitation, puis emmené à Paris où il est jugé, condamné et guillotiné, place de la Révolution, le 14 juin de cette année.
Germaine, sœur de Bernard de La Roche-Flavin, fut la mère d'Antoine de Montbel, propriétaire de la terre où se trouve actuellement le « château de Montbel ». Ce dernier fut par la suite la propriété du comte Alfred d'Antras qui s'y maria avec Léonie Marestaing.

### Saint Germier à Frouzins
Une tradition dit que Saint Germier, se rendant à Ox, traversa Frouzins par le chemin près du cimetière, et qu'aussitôt des fleurs poussèrent sur son passage.
Une chapelle lui fut dédiée au centre du cimetière, aujourd'hui en ruine. Et le chemin prit le nom des Rameaux.

### Histoire contemporaine
Village rural jusqu'à l'après-guerre, Frouzins connaîtra une mutation au cours des années 1970 comme tout l'espace péri-urbain toulousain en se transformant en commune résidentielle. L'installation d'une classe moyenne extérieure à la commune fut facilitée par la construction de zones pavillonnaires initiée par des promoteurs immobiliers (Malardeau...) entraînant une explosion démographique.

## Politique et administration

### Rattachements administratifs et électoraux
Frouzins appartient à l'arrondissement et au canton de Muret depuis sa création en 1801.
Pour l’élection des députés, la commune fait partie de la septième circonscription de la Haute-Garonne, représentée depuis 2017 par Élisabeth Toutut-Picard (LREM).

### Intercommunalité
Depuis le 1er janvier 2017, la commune appartient au Muretain Agglo. Avant cette date, Frouzins faisait partie de la communauté de communes d'Axe-Sud.

### Administration municipale
Le nombre d'habitants au recensement de 2017 étant compris entre 5 000 habitants et 9 999 habitants, le nombre de membres du conseil municipal pour l'élection de 2020 est de vingt-neuf,.

### Liste des maires
| Période                                  | Période  | Identité             | Étiquette | Qualité |
| ---------------------------------------- | -------- | -------------------- | --------- | --- |
| Les données manquantes sont à compléter. |          |                      |           | |
| ?                                        | 1965     | Guillaume Berdeil    |           | |
| mars 1965                                | 1977     | Robert Ratier        |           | |
| mars 1977                                | 1989     | Jean-Pierre Sabatier | PS        | |
| mars 1989                                | 2020     | Alain Bertrand,      | PS        | Retraité de la DDASS Conseiller général de Muret (1998 → 2015) Vice-président du conseil général de la Haute-Garonne (2008 → 2015) 7e vice-président du Muretain Agglo (? → 2020) |
| juillet 2020                             | En cours | Jérôme Laffon        | PS        | Directeur général des services de la ville de Seysses |

### Tendances politiques et résultats
- Élection municipale de 2020

### Jumelages
- Calanda (Espagne)

## Population et société

### Démographie
| 1793 | 1800 | 1806 | 1821 | 1831 | 1836 | 1841 | 1846 | 1851 |
| ---- | ---- | ---- | ---- | ---- | ---- | ---- | ---- | ---- |
| 129  | 472  | 488  | 486  | 487  | 471  | 483  | 543  | 546  |

| 1856 | 1861 | 1866 | 1872 | 1876 | 1881 | 1886 | 1891 | 1896 |
| ---- | ---- | ---- | ---- | ---- | ---- | ---- | ---- | ---- |
| 531  | 523  | 533  | 497  | 522  | 549  | 577  | 527  | 486  |

| 1901 | 1906 | 1911 | 1921 | 1926 | 1931 | 1936 | 1946 | 1954 |
| ---- | ---- | ---- | ---- | ---- | ---- | ---- | ---- | ---- |
| 476  | 424  | 421  | 374  | 344  | 391  | 408  | 454  | 570  |

| 1962 | 1968  | 1975  | 1982  | 1990  | 1999  | 2004  | 2006  | 2009  |
| ---- | ----- | ----- | ----- | ----- | ----- | ----- | ----- | ----- |
| 683  | 1 273 | 2 155 | 3 194 | 3 941 | 5 936 | 6 327 | 6 624 | 7 585 |

| 2014  | 2019  | 2022  | - | - | - | - | - | - |
| ----- | ----- | ----- | - | - | - | - | - | - |
| 8 815 | 9 292 | 9 808 | - | - | - | - | - | - |

| selon la population municipale des années : | 1968 | 1975 | 1982 | 1990 | 1999 | 2006 | 2009 | 2013 |
| Rang de la commune dans le département      | 53   | 40   | 31   | 32   | 23   | 28   | 27   | 23   |
| Nombre de communes du département           | 592  | 582  | 586  | 588  | 588  | 588  | 589  | 589  |

### Enseignement

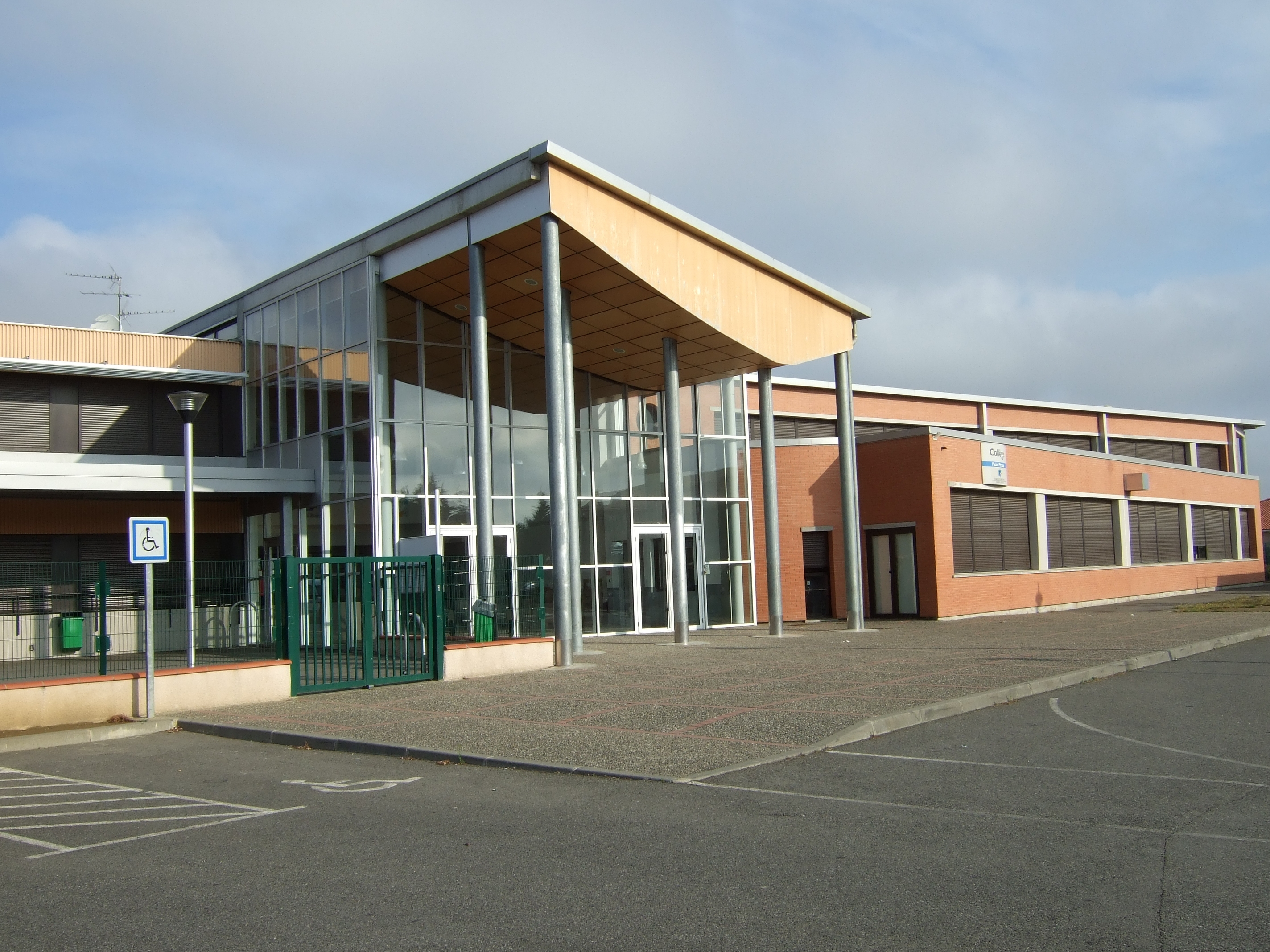
Le collège Pablo-Picasso, à Frouzins.

Frouzins fait partie de l'académie de Toulouse.
L'éducation est assurée sur la commune de Frouzins depuis la crèche jusqu'au collège Pablo-Picasso, en passant par l'écoles maternelle George-Sand l'école primaire Anatole-France,  le groupe scolaire Pierre-et-Marie-Curie et le groupe scolaire Alain Bertrand.

### Manifestations culturelles et festivités

#### Équipements culturels

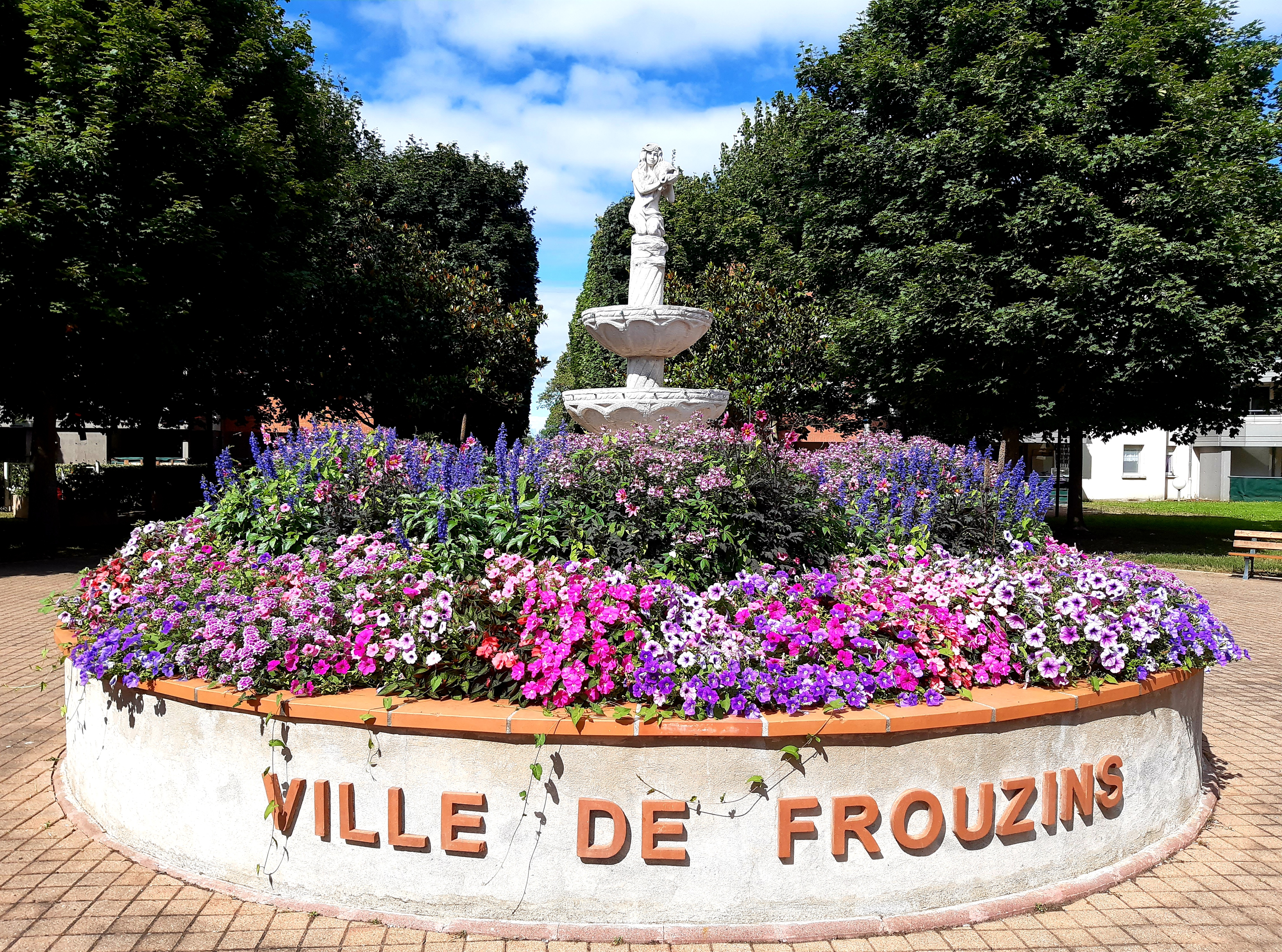
Fontaine de Frouzins, place de la médiathèque

En septembre 2005, la médiathèque municipale a été inaugurée dans de nouveaux locaux, face à la mairie, sur la place de l'Hôtel de ville, salle des fêtes, maison des solidarités, maison des jeunes.

#### Associations
60 associations y existent à la fin de 2015.

### Santé
Il y a deux maisons de retraite à Frouzins :
- La Triade[46], maison de retraite médicalisée ;
- Les Terrasses de Mailheaux[47], maison de retraite non-médicalisée.

Ainsi qu'une clinique vétérinaire.

### Sports
Football, rugby, tennis, basket, arts martiaux, judo, gymnastique, danse, tennis de table, cyclisme.

#### Équipement sportif
Terrain de football, terrain de rugby, court de tennis extérieurs et couvert, gymnase, boulodromes couverts et extérieurs, dojo, salle multi activité, salle de danse G Berdeil, skatepark, base nautique sur le site de Bordeneuve, centre équestre.

### Écologie et recyclage
La collecte et le traitement des déchets des ménages et des déchets assimilés ainsi que la protection et la mise en valeur de l'environnement se font dans le cadre de la communauté du Muretain Agglo
Zone verte et de loisirs (Bordeneuve).

## Économie

### Revenus
En 2018  (données Insee publiées en septembre 2021), la commune compte 3 826 ménages fiscaux, regroupant 9 397 personnes. La médiane du revenu disponible par unité de consommation est de 24 170 € (23 140 € dans le département). 59 % des ménages fiscaux sont imposés (55,3 % dans le département).

### Emploi
|                | 2008  | 2013  | 2018  |
| -------------- | ----- | ----- | ----- |
| Commune        | 5,3 % | 8,7 % | 7,6 % |
| Département    | 7,7 % | 9,6 % | 9,3 % |
| France entière | 8,3 % | 10 %  | 10 %  |

En 2018, la population âgée de 15 à 64 ans s'élève à 5 770 personnes, parmi lesquelles on compte 80,3 % d'actifs (72,7 % ayant un emploi et 7,6 % de chômeurs) et 19,7 % d'inactifs,. Depuis 2008, le taux de chômage communal (au sens du recensement) des 15-64 ans est inférieur à celui de la France et du département.
La commune fait partie du pôle principal de l'aire d'attraction de Toulouse,. Elle compte 1 102 emplois en 2018, contre 1 174 en 2013 et 1 004 en 2008. Le nombre d'actifs ayant un emploi résidant dans la commune est de 4 227, soit un indicateur de concentration d'emploi de 26,1 % et un taux d'activité parmi les 15 ans ou plus de 63,6 %.
Sur ces 4 227 actifs de 15 ans ou plus ayant un emploi, 495 travaillent dans la commune, soit 12 % des habitants. Pour se rendre au travail, 85,7 % des habitants utilisent un véhicule personnel ou de fonction à quatre roues, 5,5 % les transports en commun, 6,6 % s'y rendent en deux-roues, à vélo ou à pied et 2,2 % n'ont pas besoin de transport (travail au domicile).

### Activités hors agriculture

#### Secteurs d'activités
540 établissements sont implantés  à Frouzins au 31 décembre 2019. Le tableau ci-dessous en détaille le nombre par secteur d'activité et compare les ratios avec ceux du département,.
| Secteur d'activité                                                                                        | Commune | Commune | Département |
| Secteur d'activité                                                                                        | Nombre  | %       | %           |
| --- | ------- | ------- | ----------- |
| Ensemble                                                                                                  | 540     | 100 %   | (100 %)     |
| Industrie manufacturière, industries extractives et autres                                                | 25      | 4,6 %   | (5,7 %)     |
| Construction                                                                                              | 92      | 17 %    | (12 %)      |
| Commerce de gros et de détail, transports, hébergement et restauration                                    | 141     | 26,1 %  | (25,9 %)    |
| Information et communication                                                                              | 19      | 3,5 %   | (4,1 %)     |
| Activités financières et d'assurance                                                                      | 11      | 2 %     | (3,8 %)     |
| Activités immobilières                                                                                    | 13      | 2,4 %   | (4,2 %)     |
| Activités spécialisées, scientifiques et techniques et activités de services administratifs et de soutien | 78      | 14,4 %  | (19,8 %)    |
| Administration publique, enseignement, santé humaine et action sociale                                    | 109     | 20,2 %  | (16,6 %)    |
| Autres activités de services                                                                              | 52      | 9,6 %   | (7,9 %)     |

Le secteur du commerce de gros et de détail, des transports, de l'hébergement et de la restauration est prépondérant sur la commune puisqu'il représente 26,1 % du nombre total d'établissements de la commune (141 sur les 540 entreprises implantées  à Frouzins), contre 25,9 % au niveau départemental.

#### Entreprises et commerces
Les cinq entreprises ayant leur siège social sur le territoire communal qui génèrent le plus de chiffre d'affaires en 2020 sont : 
- La Triade, hébergement médicalisé pour personnes âgées (4 698 k€) ;
- Frouzins Les Terrasses De Mailheaux, hébergement social pour personnes âgées (2 368 k€) ;
- Holding Integral Group, activités des sociétés holding (748 k€) ;
- Clima 6, travaux d'installation d'équipements thermiques et de climatisation (687 k€) ;
- 2 I Promotion, promotion immobilière de logements (529 k€).

### Agriculture
|               | 1988 | 2000 | 2010 | 2020 |
| ------------- | ---- | ---- | ---- | ---- |
| Exploitations | 21   | 5    | 4    | 3    |
| SAU (ha)      | 438  | 164  | 46   | 96   |

La commune est dans « les Vallées », une petite région agricole consacrée à la polyculture sur les plaines et terrasses alluviales qui s’étendent de part et d’autre des sillons marqués par la Garonne et l’Ariège. En 2020, l'orientation technico-économique de l'agriculture  sur la commune est la polyculture et/ou le polyélevage. Trois exploitations agricoles ayant leur siège dans la commune sont dénombrées lors du recensement agricole de 2020 (21 en 1988). La superficie agricole utilisée est de 96 ha,,.

## Culture locale et patrimoine

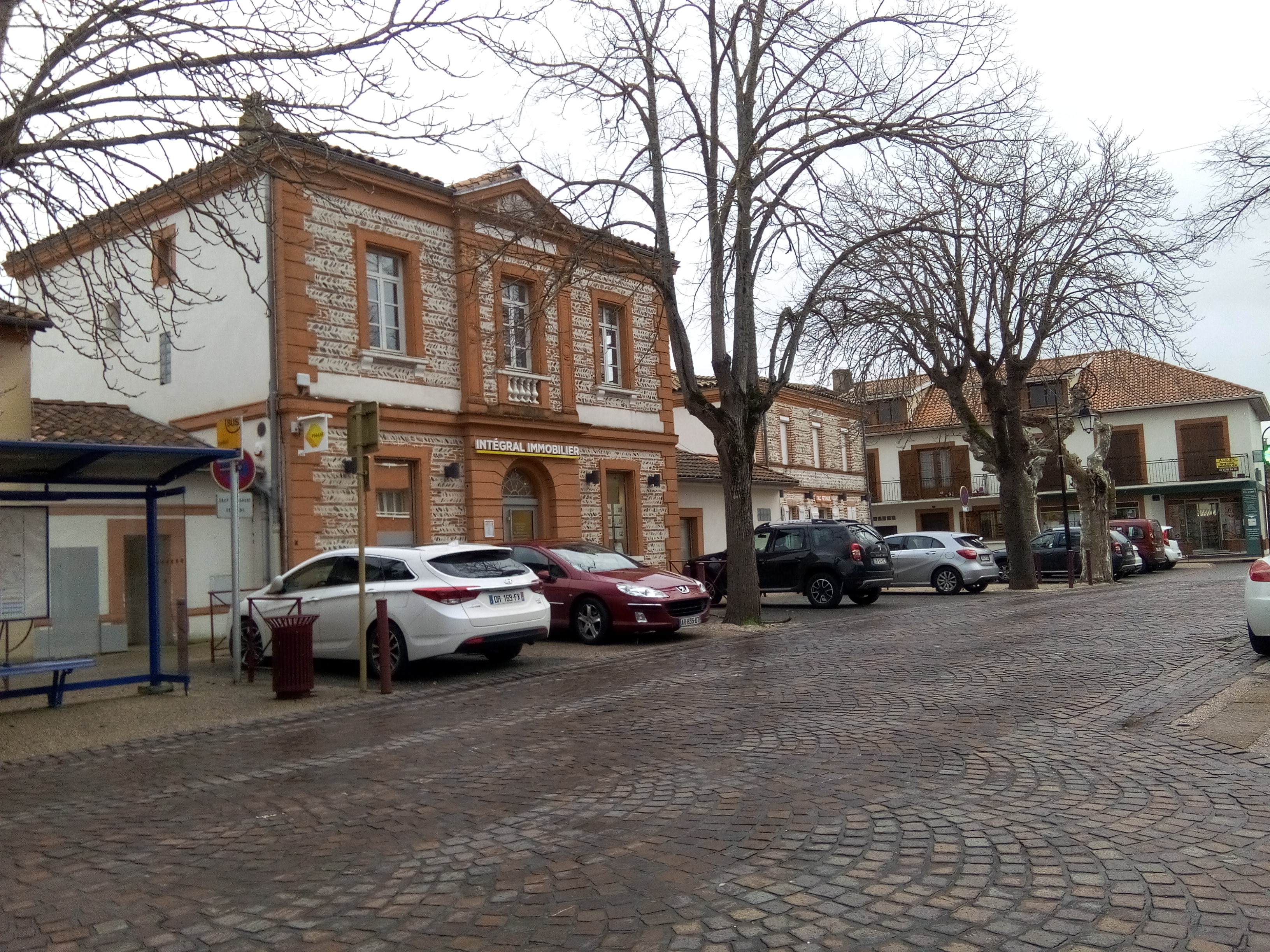
Frouzins centre

### Lieux et monuments

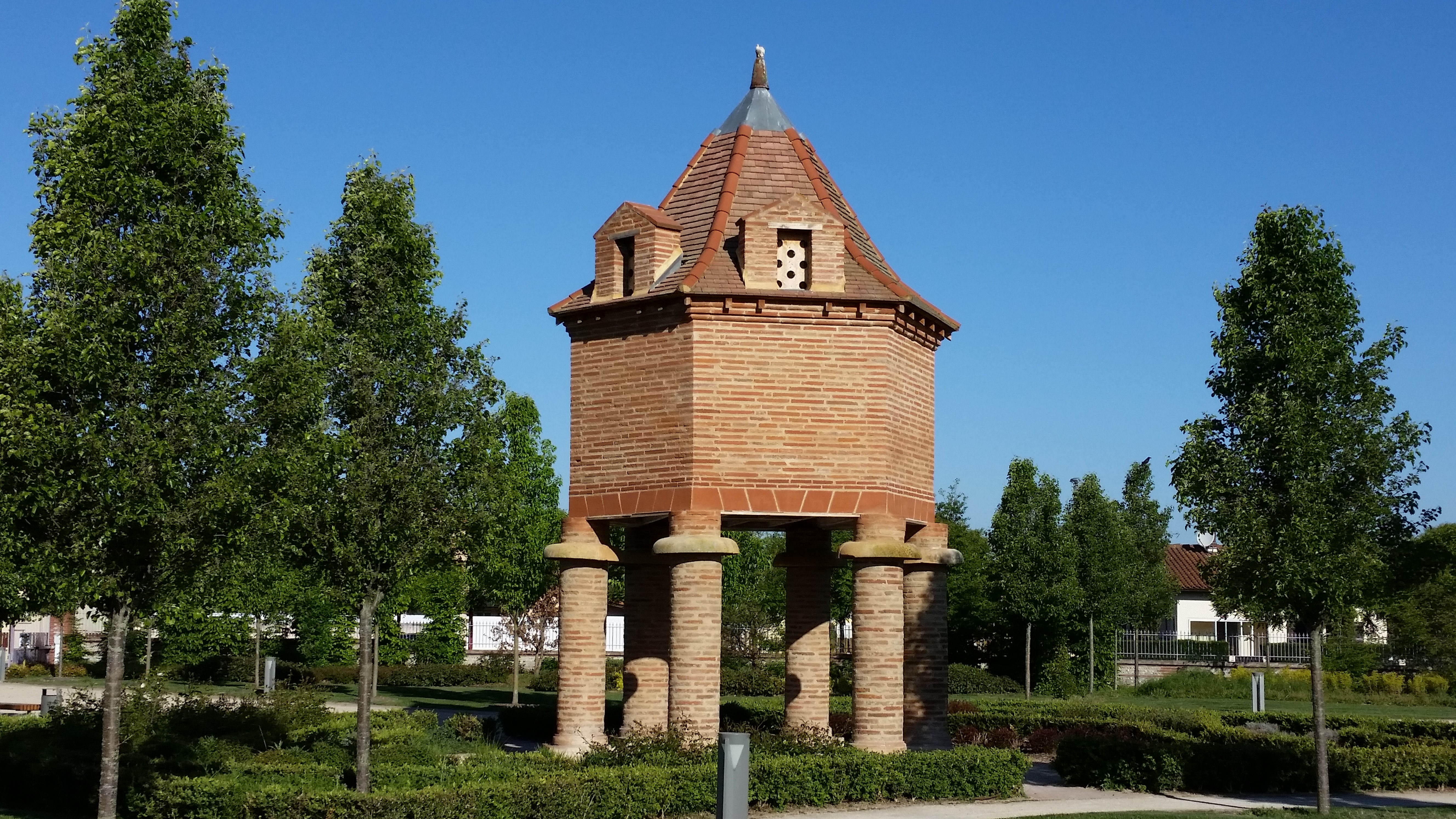
Pigeonnier de Frouzins

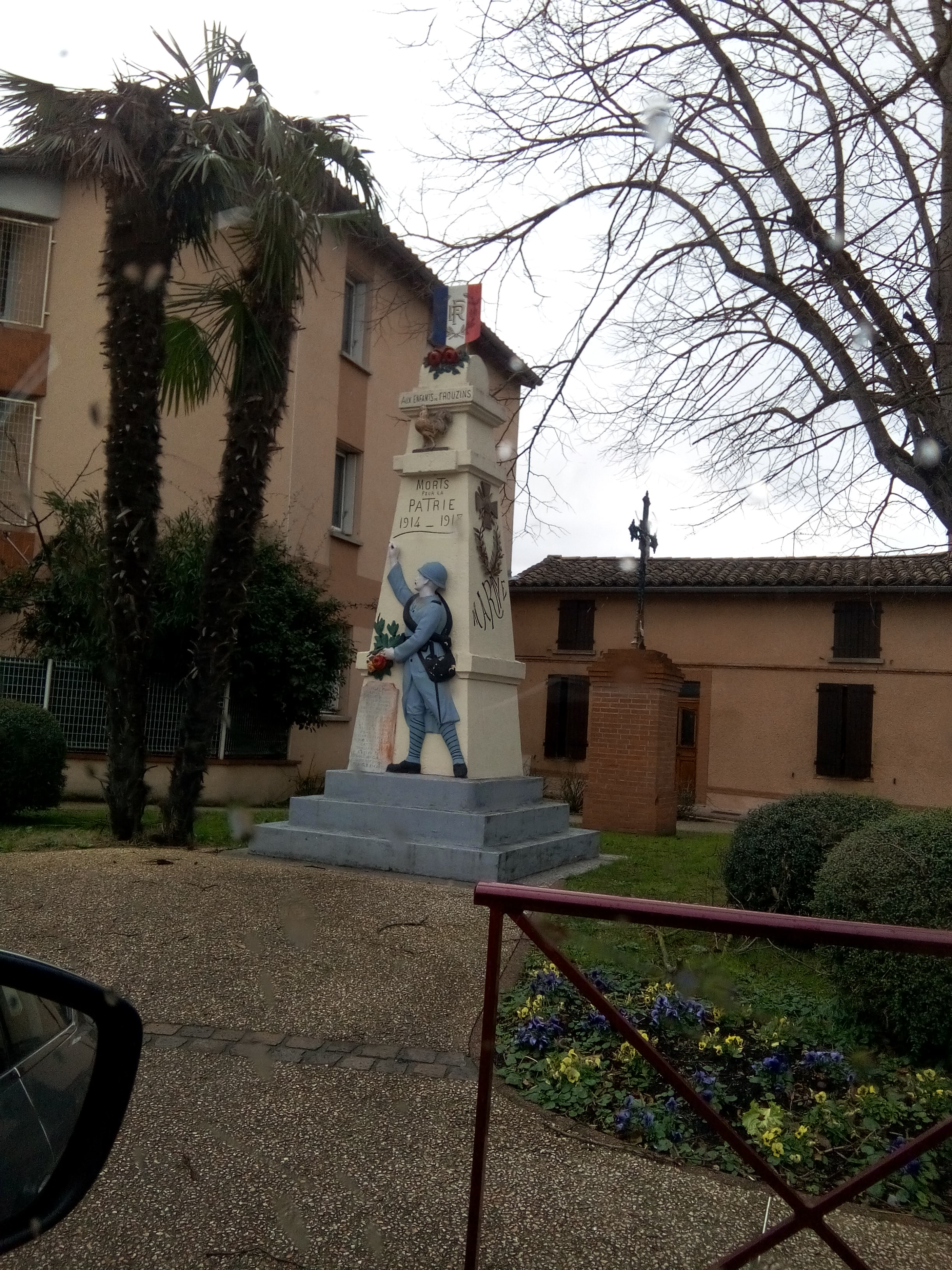
Monument aux morts

- Monument aux morts de la guerre 1914-1918
- Église Saint-Germier du (XVe siècle), dont le clocher-mur bénéficie d'une inscription aux monuments historiques depuis 1926[54]
- Château des Demoiselles des (XVIIIe et XIXe siècles), inscrit aux monuments historiques en 1979[55]
- Château de Montbel
- Pigeonnier en briques du parc Saint-Germier construit en 1670 et donné à la ville, il présente une construction atypique montée sur 6 piliers permettant de circuler au-dessous[56]

### Personnalités liées à la commune
- Germaine de Pibrac.
- Bernard Borrel, inhumé au cimetière de Frouzins en 1995 (chronologie de l'affaire Borrel).
- Jean de Bertrand cardinal.

## Pour approfondir